# Classe Dom Aleixo
A classe Dom Aleixo foi um modelo de lanchas de fiscalização pequenas (LFP), ao serviço da Marinha Portuguesa, entre 1967 e 1998.
Ambas as lanchas da classe forma construídas nos Estaleiros Navais de São Jacinto, em Aveiro.
As embarcações da classe foram baptizadas em honra de dois chefes tradicionais de Timor - D. Aleixo Corte-Real e D. Jeremias de Lucas - mortos pelos invasores japoneses, em defesa da soberania portuguesa, durante a Segunda Guerra Mundial.
As lanchas destinavam-se ao patrulhamento das águas de Cabo Verde. Depois da independência de Cabo Verde, em 1975, as embarcações passaram a ser usadas na fiscalização da costa do Algarve. A lancha NRP Dom Jeremias, operou como embarcação hidrográfica, entre 1977 e 1989, voltando, depois ao serviço de fiscalização. Ambas as embarcações da classe foram desativadas em 1998.

## Unidades
| Número de amura                           | Nome             | Comissão    | Observações                                            |
| ----------------------------------------- | ---------------- | ----------- | ------------------------------------------------------ |
| P 1148                                    | NRP Dom Aleixo   | 1967 - 1998 |                                                        |
| P 1149 (1967) A 5202 (1977) P 1149 (1989) | NRP Dom Jeremias | 1967 - 1998 | Ao serviço do Instituto Hidrográfico entre 1977 e 1989 |

Correcção:
... as embarcações vieram de Cabo Verde em1971 e passaram a ser usadas na fiscalização da costa do Algarve em 1972, antes da independência, e não em 1975.
(Nota: eu fui o Comandante entre 1971 e 1972)